# Enramades d'Arbúcies

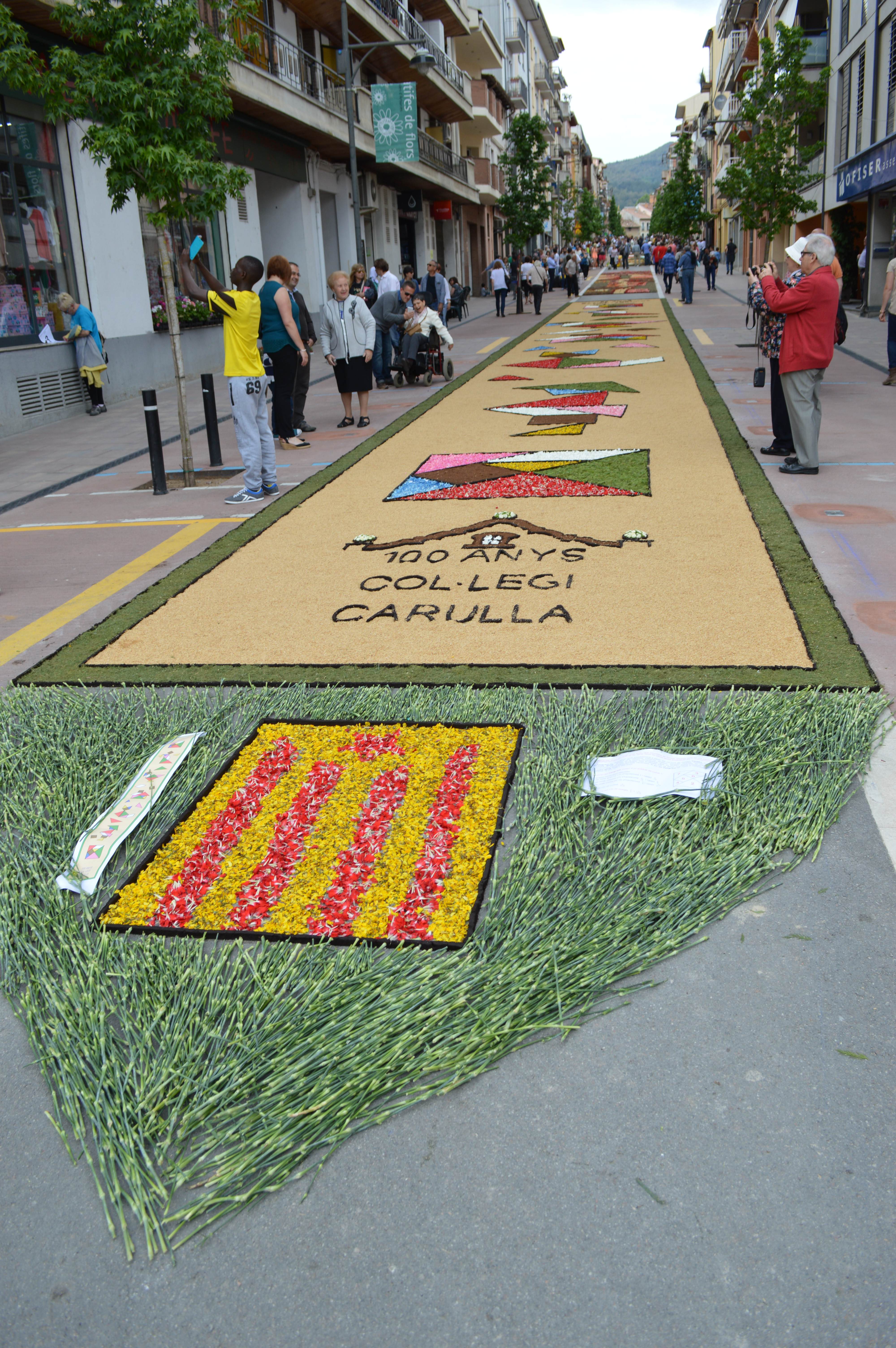
Catifa de flors de la Carretera feta per alumnes i professors de l'Institut Montsoriu d'Arbúcies durant les Enramades de l'any 2016.

Les Enramades d'Arbúcies són una festa tradicional de la vila d'Arbúcies que se celebra durant la vuitada de corpus i durant la qual es fan catifes de flors, passades, danses, sardanes, enramades, concerts i cercaviles. Documentades des de l'any 1589, les Enramades d'Arbúcies van ser declarades festes tradicionals d'interès nacional l'any 1999 per la Generalitat de Catalunya.
El nom de la festa de les Enramades té l'origen a l'abillatge, amb rams de vern, freixe, avellaner… que es posa al davant de les cases durant la festa i que cobreix les façanes de les cases amb garlandes a costat i costat de carrer. Actualment els carrers es continuen engalanant, tot i que també s'hi han incorporat nous materials com paper i plàstic.

## Història

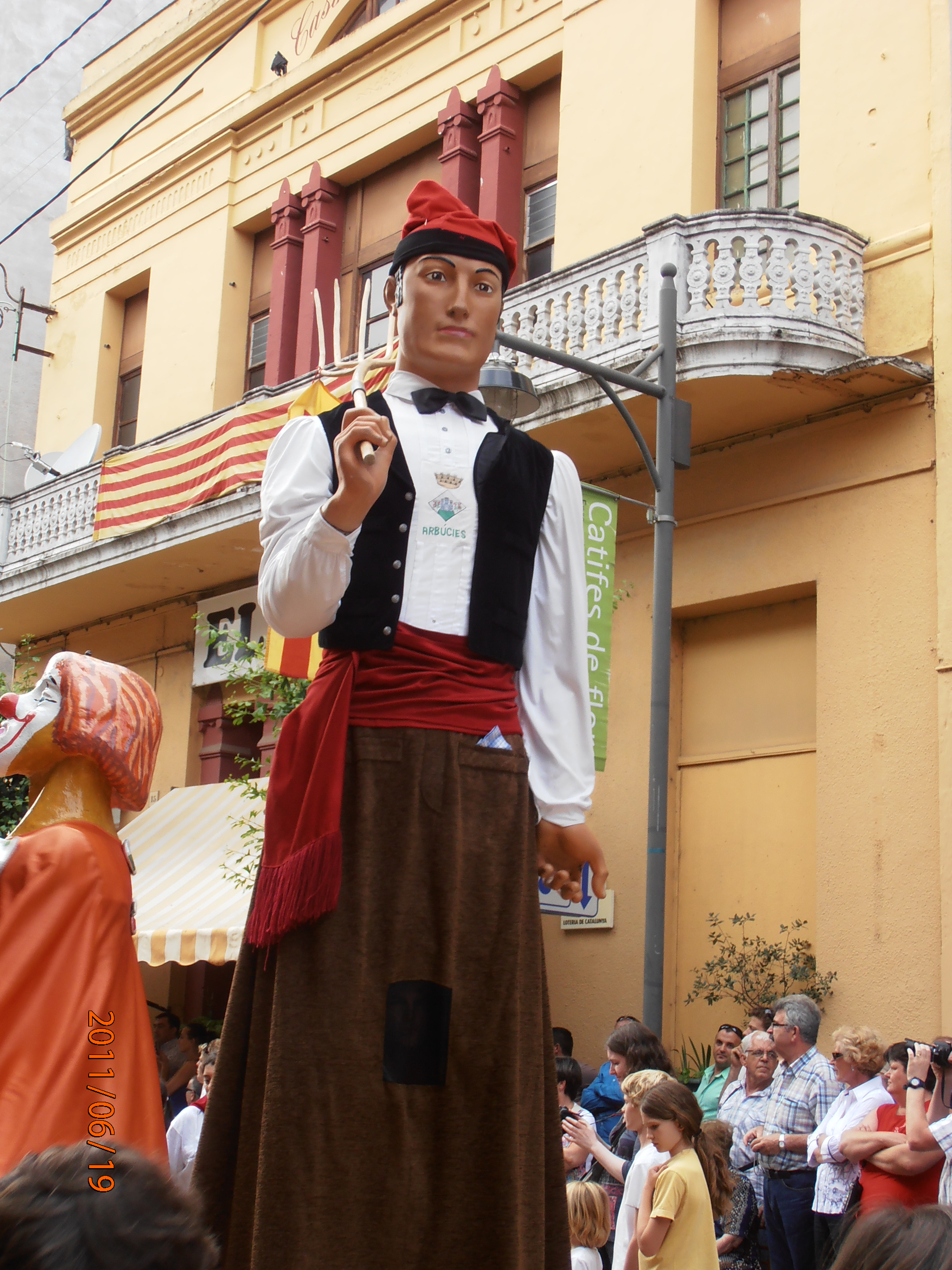
El gegant Sant Quirze, de l'Associació de Geganters i Grallers d'Arbúcies, encapçala el cercavila que desfà les catifes de flors l'any 2011.

La primera referència escrita sobre les enramades d'Arbúcies data del 21 de juny de l'any 1589, el segle xvi, durant la Diada de Corpus. Aquesta referència es pot trobar als arxius parroquials, ja que durant l'enramada de l'antiga placeta d'Arbúcies uns treballadors que plantaven un pi, per engalanar-la, quan van voler-lo aixecar va caure i va aixafar un dels treballadors.
Amb un fort caràcter religiós, durant els segles XVII, xviii i xix les enramades van anar canviant de format però mantenint l'estructura tradicional. A les acaballes del segle xix ja s'havien consolidat quatre carrers d'enramada: Enramada del Damunt, que actualment és de la Plaça; Enramada del Vern, actualment del Castell; Enramada del Sorrall, i Enramada de Magne.
Durant el segle xx, amb el creixement demogràfic i urbanístic de la vila, sobretot a la zona cèntrica, va aparèixer l'enramada de la Carretera. Aquesta última addició, juntament amb els altres quatre carrers, és el format que s'ha mantingut fins avui en dia.
Fou l'any 1947 quan es van incorporar les catifes de flors naturals tal com es fan avui dia, una de les característiques més distintives de les Enramades d'Arbúcies actualment. Aquestes catifes estan fetes amb pètals i són dissenyades els dies abans pels responsables dels carrers. Abans d'aquest format, les catifes florals no tenien dibuixos i es feien ofrenes florals que es llançaven al pas del Santíssim Sagrament.
A partir de l'any 1977 es va suprimir la processó del Corpus Christi, encapçalada pel pas del santíssim sagrament, que s'havia celebrat fins aleshores. L'any 1980 es traslladaria el dia de les catifes al diumenge anterior de la diada de Corpus, que a partir d'aquell any era feiner, i juntament amb la substitució de la processó per la cercavila es va suprimir el sentit religiós de les enramades.
Des d'aleshores la festa ha esdevingut un gran esdeveniment, amb un fort component turístic, organitzada per l'Ajuntament, la comissió de festes i la col·laboració de tot el poble. L'any 2014, el diumenge d'abans de Corpus, unes 10.000 persones van recórrer els 2 km de catifes florals i es calcula que durant totes les Enramades unes 30.000 persones visiten la vila.

## Descripció
Actualment els diferents elements que componen les Enramades d'Arbúcies són: el concurs de catifes de flors, les passades dels carrers, les danses i sardanes, les enramades, els concerts, el ball i la cercavila.
De bon matí del diumenge abans de Corpus, els carrers s'omplen de gent atrafegada confeccionant les catifes amb dibuixos diversos i complicats. Al llarg del matí, l'asfalt va prenent a poc a poc un aspecte ben florit. Per altra banda s'ornamenten les façanes de les cases i es confeccionen arcs amb brancatges posats de banda a banda dels carrers. Al migdia té lloc el Concurs de catifes de flors naturals, en el qual s'escollirà la millor catifa de la festa. A la tarda, la desfilada de carrosses i elements festius, encapçalada pels gegants, fa el recorregut per sobre les catifes, sacrificant aquest art efímer en honor de la festa.
Les enramades s'allarguen del dijous de fins al diumenge de Corpus i els qui prenen el relleu de la festa són els diferents barris, competint entre ells per veure qui fa la festa més lluïda. La celebració a cada un dels barris comença amb la passada pels carrers enramats il·luminats amb atxes que porten els participants i a ritme del marxós Pasodoble ligero, una melodia vuitcentista. Al final del recorregut comença el ball. L'endemà té lloc la dansa, l'acte central de l'enramada, un ball sense nom, executat per parelles que estan ordenades per edat i que és una desfilada al so de la cobla, sense passos coreogràfics ni punts de dansa. A la tarda concert de la festa i ball, que seguirà per la ballada de les tres sardanes a una de les places del barri. A la nit, és un altre barri el que relleva a l'anterior i així fins que tots els barris s'han sumat a la festa.

## Galeria d'imatges

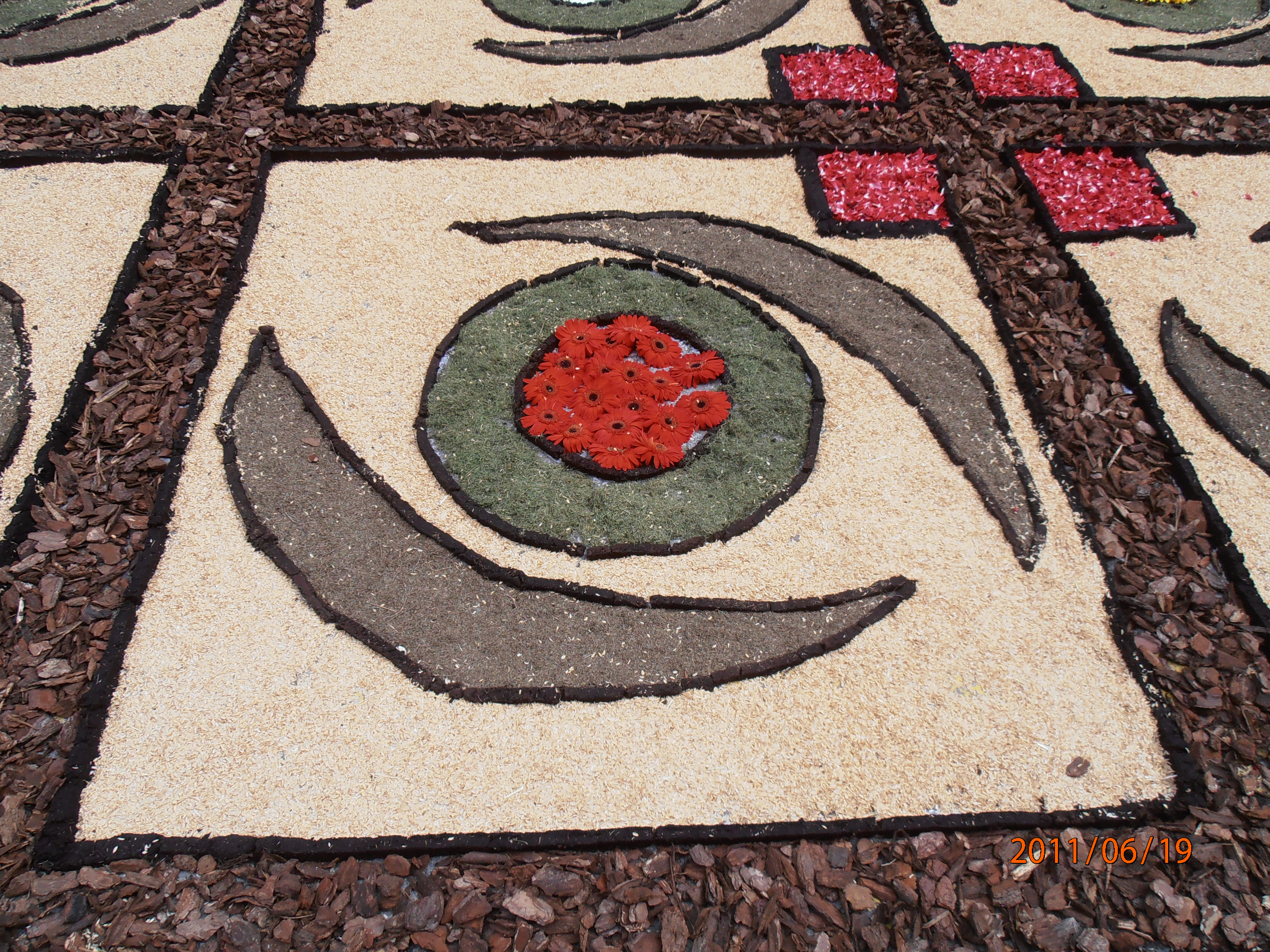
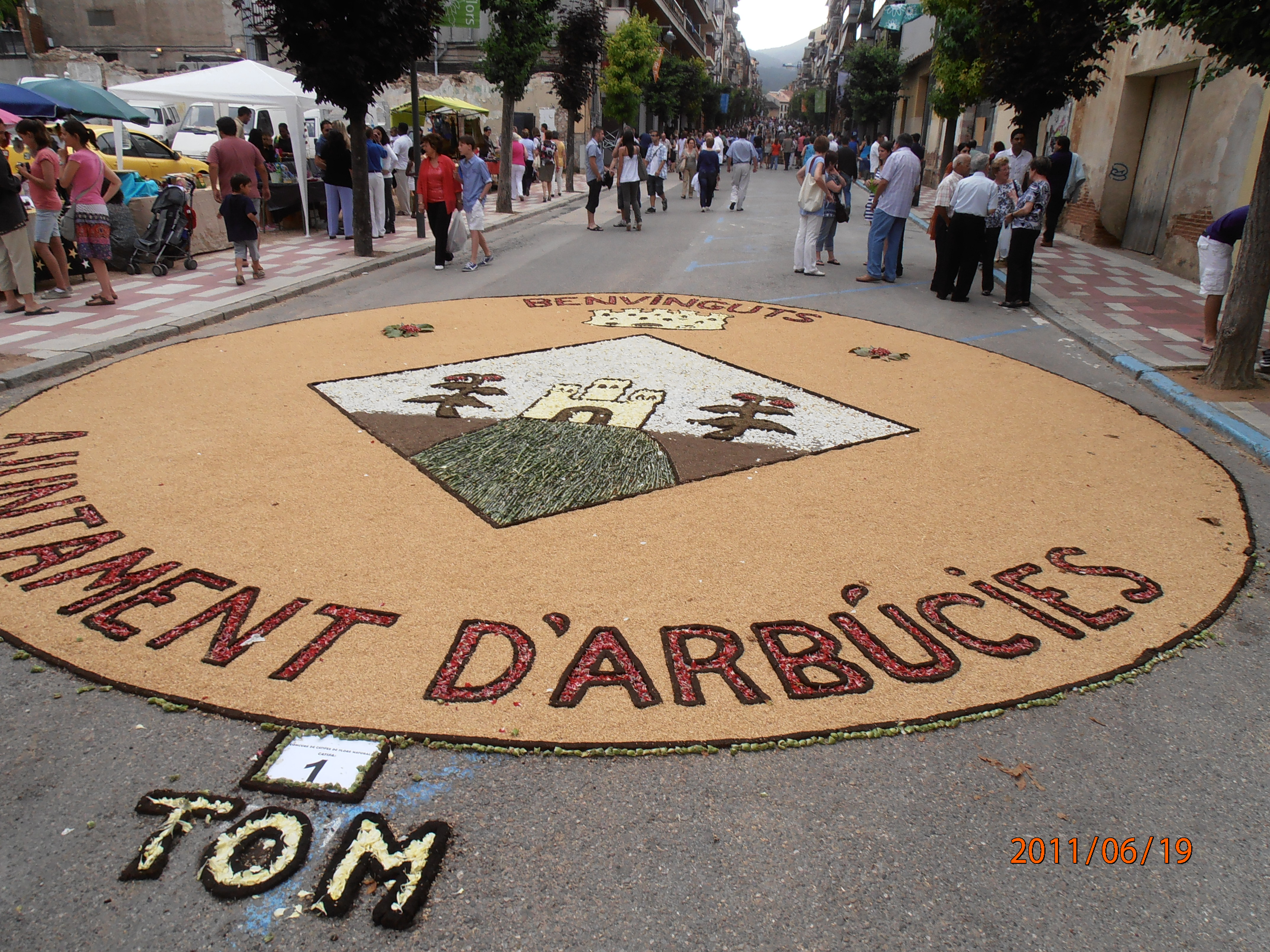
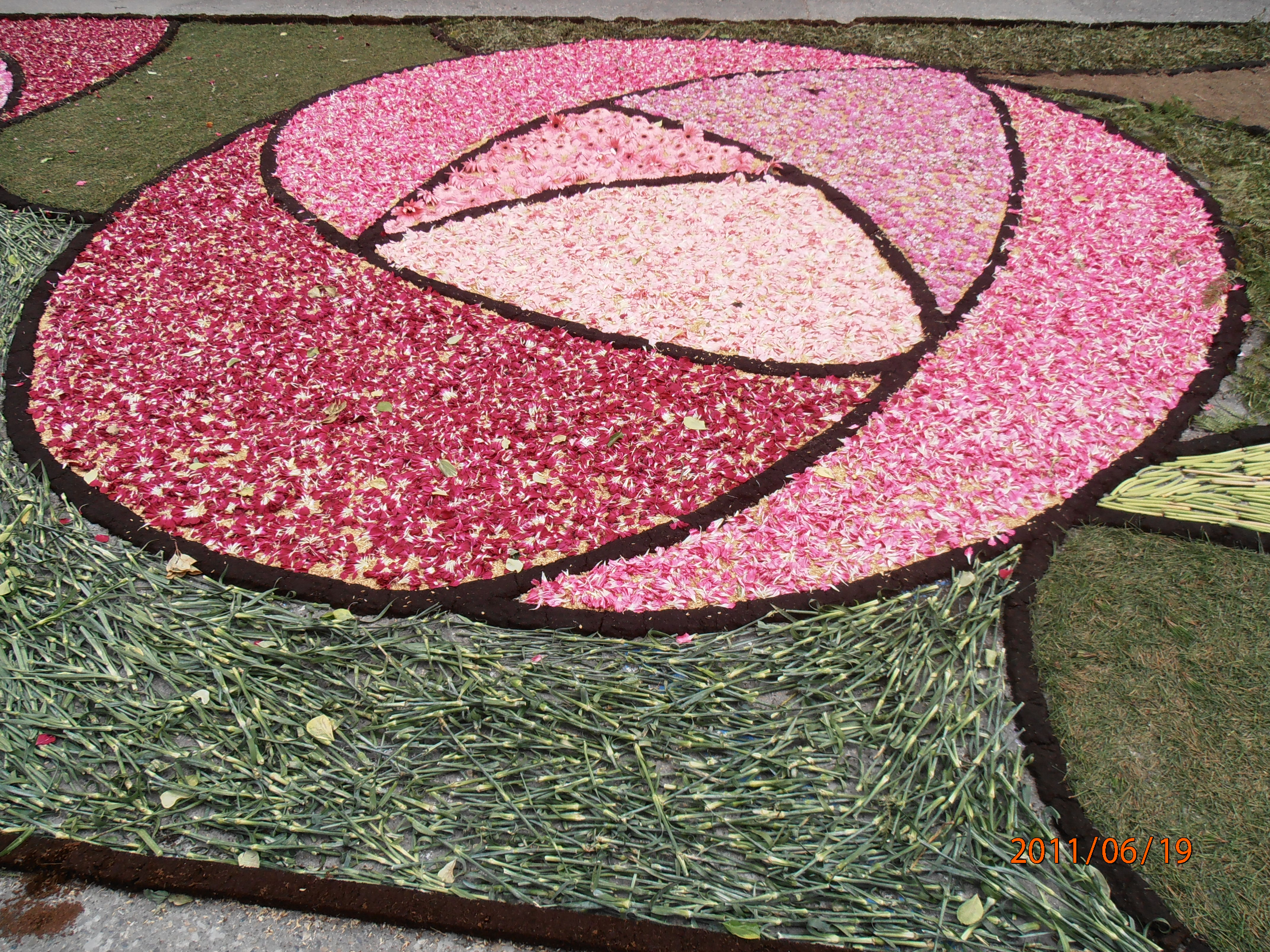